# Feeder fund
Un Feeder Fund ou fonds nourricier est un fonds d'investissement qui opère virtuellement l'ensemble des investissements à travers un autre fonds appelé fonds maître ou master fund. En fait, le fonds nourricier est un fonds dont la vocation exclusive sera d'être investi à 100 % dans un autre fonds, qualifié de maître.

## Principe
C'est un principe de portage à l'instar de celui mis en œuvre par les fonds de fonds (« funds of funds arrangements ») excepté que le fonds maître est ici responsable juridiquement de la gestion des capitaux investis.

## Avantages/ inconvénients
Ce montage financier permet de porter l'entière responsabilité de la gestion des actifs au niveau du maître, et par là d'en optimiser les résultats nets (efficacité et coûts), tout en élargissant la politique de commercialisation au travers des fonds nourriciers qui constituent le réseau commercial du dispositif.

Ainsi le feeder fund est un fonds local (dans le pays de résidence des investisseurs) et le fonds master fund se trouve offshore (dans des pays où les avantages fiscaux sont plus propices, voire dans des paradis fiscaux). Cela permet aux investisseurs de tirer profit des avantages fiscaux du montage.
Ce type de fonds a été impliqué lors de malversations graves et grands scandales financiers dont par exemple l'affaire Madoff, « les « feeder funds » semblaient conscients des rendements anormaux du hedge fund de Madoff, mais, rémunérés sur les transactions, ils n'avaient pas intérêt à y mettre un terme ». « Le profil étrange de nombre des feeder funds de Bernard Madoff, dont celui de Robert Jaffe (en) » aurait dû « en effet inciter à se poser des questions » selon X Raufer (Directeur des études du département de recherche sur les menaces criminelles contemporaines (MCC), université Paris II).

## Classification
Ce type de fonds peut être classé dans les produits de gestion collective (avec les umbrella funds, master funds, fund of funds...)